# Myoictis
Myoictis — рід хижих сумчастих ссавців з родини кволові (Dasyuridae). Рід містить чотири види, розкидані по острову Нова Гвінея. Етимологія: грец. μυς —«миша», грец. ικτίς —«ласка».